# Língua tagbanwa aborlana
A língua tagbanwa aborlan é falada na Ilha Palawan, nas Filipinas. Não é mutuamente inteligível com as outras línguas do povo Tagbanwa.

## Fonologia

### Consoantes
|             |             | Labial | Alveolar | Palatal | Velar | Glotal |
| ----------- | ----------- | ------ | -------- | ------- | ----- | ------ |
| Oclusiva    | surda       | p      | t        |         | k     | ʔ      |
| Oclusiva    | sonora      | b      | d        |         | ɡ     |        |
| Nasal       | Nasal       | m      | n        |         | ŋ     |        |
| Fricativa   | Fricativa   |        | s        |         |       | h      |
| Lateral     | Lateral     |        | l        |         |       |        |
| Rótica      | Rótica      |        | ɾ~r      |         |       |        |
| Aproximante | Aproximante | w      |          | j       |       |        |

### Vogais
|         | Anterior | Central | Posterior |
| ------- | -------- | ------- | --------- |
| Fechada | i        | ɨ       | u         |
| Aberta  |          | a       |           |

## Gramática

### Pronomes
A tabela a seguir contém os pronomes da língua Tagbanwa Aborlan. Nota: algumas formas são dividides em completas e curtas.
|                               | Direto/Nominativo | Indireto/Genitivo | Obliquo |
| ----------------------------- | ----------------- | ----------------- | ------- |
| ’‘‘1ª pessoa singular         | aku               | ku                | aken    |
| ’‘‘2ª pessoa singular         | ikaw (ka)         | mu                | imu     |
| ’‘‘3ª pessoa singular         | kanya             | ya                | kanya   |
| ’‘‘1ª pessoa plural inclusiva | kita (ta)         | tami (ta)         | aten    |
| ’‘‘1ª pessoa plural exclusiva | kami              | namen             | amen    |
| ’‘‘2ª pessoa plural           | kamu              | mu                | imyu    |
| ’‘‘3ª pessoa plural           | kanya             | nira              | kanira  |

## Ligações extenas
- Tagbanwa Aborlan em Omniglot.com
- Tagbanwa Aborlan em Ethnologue